# Mnišská komunita na hoře Athos

Poloha poloostrova Athos v rámci Řecka

Mnišská komunita na hoře Athos je pravoslavná komunita mnichů v Řecku, kteří mají status autonomní oblasti a s tím také spojená práva decentralizované správy, na úrovni regionu a obce, s územím zahrnujícím poloostrov Athos, včetně Svaté Hory Athos. 
Athos se nachází ve Střední Makedonii.
V rámci pravoslavných církví má mnišská komunita status autonomní církve.

## Monastýry

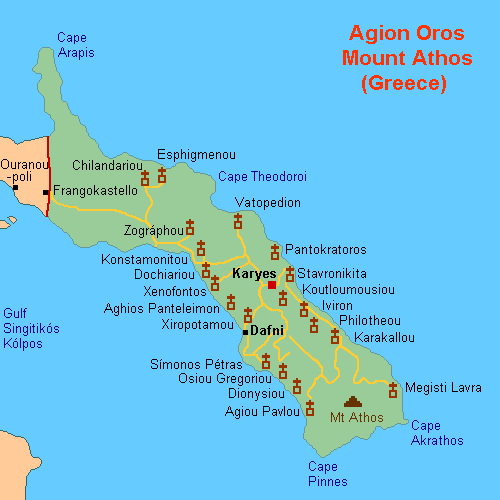
Mapa monastýrů na poloostrově Athos

Komunita zahrnuje 20 monastýrů (klášterů) a několik skitů a osad. V klášterech sídlí přibližně 2 000 pravoslavných mnichů z Řecka a mnoha dalších zemí, včetně východních pravoslavných zemí, jako je Rumunsko, Moldavsko, Gruzie, Bulharsko, Černá Hora, Srbsko a Rusko, kteří žijí asketický život na Athosu, izolovaní od zbytku světa. Monastýry na hoře Athos představují bohatou sbírku dobře zachovaných artefaktů, vzácných knih, starověkých dokumentů a uměleckých děl nesmírné historické hodnoty a hora Athos je od roku 1988 zapsána na seznamu světového dědictví.
V moderní řečtině se mnišská komunita běžně označuje jako Agio Oros (Άγιο Όρος) v překladu Svatá Hora, zatímco Oros Athos se používá k označení fyzické hory.

## Jurisdikce
Klášterní komunita je pod přímou jurisdikcí konstantinopolského ekumenického patriarchy.
Civilní orgány zastupuje civilní správce jmenovaný řeckým ministerstvem zahraničních věcí. Dohlíží na fungování institucí a veřejný pořádek.

## Správa klášterů
Každý z 20 klášterů je spravován archimandritou voleným mnichy na doživotí. Zákonodárným orgánem je Bratrská úmluva (Γεροντία). Každé z dalších zařízení (skity, cely a poustevny) je závislým objektem jednoho z 20 klášterů a je mnichům přiděleno dokumentem zvaným omologon (ομόλογον).